# バインター・ブラック
バインター・ブラック (Baintha Brakk、ウルドゥー語: بائنتھا براک) またはジ・オーガ（英: The Ogre）は、カラコルム山脈中央部のパンマー・ムズタークに座す標高7,285メートルの峻険な山である。パキスタンのギルギット・バルティスタンにあり、世界で最も登攀が困難な峰の一つとして著名である。初登攀は1977年に達成されたが、第ニ登はその24年後の2001年になってようやく達成された。

## 位置
バインター・ブラックは、カラコルム山脈中央部における主要氷河の一つ、ビアフォ氷河の北側に位置する。この地域の主要都市であるスカルドゥからは北に75キロメートル、最寄りの道路の起点であるアスコルからは北に30キロメートル離れている。

## 特徴
バインター・ブラックは、それ自体の標高や峻険さ、周囲との標高差が相まって格別の山容を誇る。複雑な花崗岩質の巨塔で、隣にあるラトックを除いてどのカラコルム山脈の峰よりも岩がちで急峻である。例えば、南面は水平距離でわずか2キロメートル先のウズン・ブラック氷河から、3,000メートルも切り立っている。
バインター・ブラックはその峻険さによる登攀の困難さにより、超ハイレベルの登山家を惹き付けている。

## 登山史
1971年および1976年に挑戦した登山家がいたがいずれも敗退。初登攀は1977年にイギリス人のダグ・スコットとクリス・ボニントンにより達成された。同隊には他にモー・アントワーヌ、クライブ・ロウランド、ニック・エストコートおよびタット・ブライトウェイトが参加しており、ブライトウェイトが落石で負傷したためアントワーヌとロウランド、エストコートはやや低い南峰に登頂した。彼らは南西尾根から西稜を通り、西峰から主峰へ登攀したが、これには7,000メートルを越える高所での高難度のロッククライミングが必要だった。
登頂よりも下山の方が困難で、まずスコットが山頂からの最初の懸垂下降で両足を骨折し、続いてボニントンが肋骨2本を折ったうえに肺炎を発症した。二人は大嵐の中を1週間かけてベースキャンプに辿り着いたが、悪天候もあって救助が来たのはさらに後のことであった。
第二登は副峰オーガIII（標高 約6,800メートル）に登頂した後 南壁からのサウス・ピラー・ルートを攻略したウルス・シュトッカー、イワン・ウルフ、トーマス・フーバーの3名により2001年7月21日達成された。彼らはそれまでに20回以上挑戦しては敗退してきたという。 Mountain INFO誌は、この第二登を「恐らくは2001年シーズンを通じてもっとも注目に値する成果」と評価している。
第三登は南壁からの新ラインを攻略したアメリカ人のカイル・デンプスターとハイデン・ケネディにより2012年8月21に達成された。同僚のジョシュ・ウォートンもアタックしたが、標高6,800メートル付近で高山病を発症したため断念した。デンプスターとケネディは、スロベニア人登山家ウルバーン・ノヴァクとともにK7（標高6,934メートル）を東壁の新ラインで初登頂したのに続いてバインター・ブラック登頂を果たした。